# Matthias Goerne
Matthias Goerne (Weimar, 31 marzo 1967) è un baritono tedesco.

## Biografia
Dopo gli studi a Lipsia debutta al Festival di Salisburgo nel 1996 nel ruolo di Papageno ne Il flauto magico di Mozart.
La sua carriera lirica si sviluppa nei maggiori teatri mondiali, come la Royal Opera House di Londra, l'Opéra national de Paris e il Metropolitan di New York.

## Discografia (selezione)
- Bach, Violino e voce (Arie e duetti per sop. e basso con vl.) - Hahn/Goerne/Schäfer/Liebreich, 2009 Deutsche Grammophon
- Bach: Cantatas Nos. 82, 158 & 56 - Camerata Academica Salzburg/Matthias Goerne, 1999 Decca
- Bach: St. Matthew Passion, Bwv 244 - Michael Schade/Christiane Oelze/Helmuth Rilling/Matthias Goerne/Stuttgart Gachinger Kantorei/Thomas Quasthoff/Ingeborg Danz/Bach-Collegium Stuttgart, 2007 haenssler
- Bach: St. John Passion, Bwv 245 - Michael Schade/Andreas Schmidt/Ingeborg Danz/Matthias Goerne/Juliane Banse/Stuttgart Gachinger Kantorei/Helmuth Rilling/Stuttgart Bach Collegium/James Taylor, 2000 haenssler
- Brahms: Vier ernste Gesänge - Christoph Eschenbach/Matthias Goerne, 2016 harmonia mundi
- Braunfels: Die Vogel, Op. 30 - Wolfgang Holzmair/Matthias Goerne/Iris Vermillion/Deutsches Symphonie Orchester Berlin/Lothar Zagrosek, 1996 Decca
- Eisler: Ernste Gesänge - Matthias Goerne/Thomas Larcher/Ensemble Resonanz, 2013 harmonia mundi
- Eisler: The Hollywood Songbook - Matthias Goerne/Eric Schneider, 1998 Decca
- Eisler: Deutsche Sinfonie - Matthias Goerne/Hendrikje Wangemann/Annette Markert/Peter Lika/Gert Gutschow/Volker Schwarz/Ernst Senff Chor/Gewandhausorchester Leipzig/Lothar Zagrosek, 1995 Decca
- Mahler, Knaben Wunderhorn - Chailly/Bonney/Goerne/Fulgoni, 2000 Decca
- Schubert, Winterreise - Goerne/Brendel, 2003 Decca
- Schubert: Winterreise, D. 911 - Matthias Goerne/Christoph Eschenbach, 2014 harmonia mundi
- Schubert Beethoven, Schwanengesang/An die ferne Geliebte - Goerne/Brendel, 2003 Decca
- Schubert: Erlkönig - Matthias Goerne/Andreas Haefliger, 2013 harmonia mundi
- Schubert: Die Schöne Müllerin Op. 25 D.795 - Matthias Goerne/Christoph Eschenbach, 2009 harmonia mundi
- Schubert: Die schöne Müllerin - Eric Schneider/Matthias Goerne, 2002 Decca
- Schubert: Nacht und Träume - Matthias Goerne/Alexander Schmalcz, 2011 Harmonia Mundi
- Schubert: Wanderers Nachtlied - Matthias Goerne/Helmut Deutsch/Eric Schneider, 2014 harmonia mundi
- Schubert: An mein Herz - Matthias Goerne/Eric Schneider/Helmut Deutsch, 2008 harmonia mundi
- Schubert: Sehnsucht, Lieder, Vol. 1 - Matthias Goerne/Elisabeth Leonskaja, 2008 harmonia mundi
- Schubert: Heliopolis - Matthias Goerne/Ingo Metzmacher, 2009 harmonia mundi
- Schubert: Goethe Lieder - Andreas Haefliger/Matthias Goerne, 1997 Decca
- Schumann: Dichterliebe, Op.48 & Liederkreis, Op.24 - Matthias Goerne/Vladimir Ashkenazy, 1998 Decca